# Plagiochilaceae
Plagiochilaceae, biljna porodica iz reda Jungermanniales. Sastoji se od preko 600 vrsta unutar nekoliko rodova, a ime je dobila po rodu Plagiochila.

### Rodovi
1. Acrochila R.M. Schust.
2. Carpolepidum P. Beauv.
3. Chiastocaulon Carl
4. Cryptoplagiochila S.D.F. Patzak, M.A.M. Renner & Heinrichs
5. Dinckleria Trevis.
6. Pedinophyllopsis R.M. Schust. & Inoue
7. Pedinophyllum Lindb.
8. Plagiochila (Dumort.) Dumort.
9. Plagiochilidium Herzog
10. Plagiochilion S. Hatt.
11. Plagiochilites Straus
12. Proskauera Heinrichs & J.J. Engel
13. Pseudolophocolea R.M. Schust. & J.J. Engel
14. Steereochila Inoue
15. Szweykowskia Gradst. & M.E. Reiner
16. Xenochila R.M. Schust.